# 메나베구

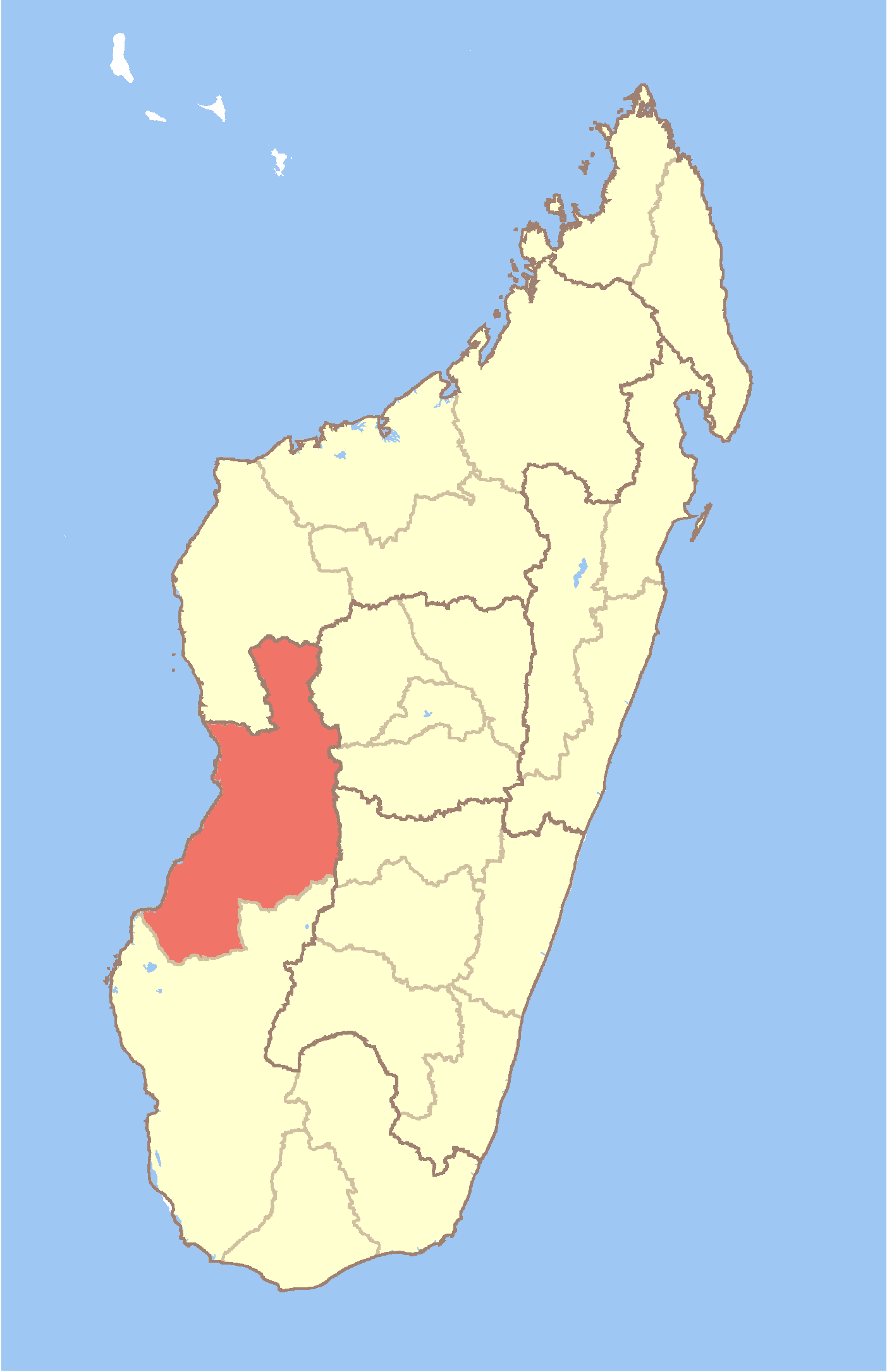
메나베 구의 위치

메나베구(말라가시어: Menabe)는 마다가스카르 서부에 위치한 구로 행정 중심지는 모론다바이며 면적은 46,121km2, 인구는 390,800명(2004년 기준)이다. 북쪽으로는 멜라키 구, 북동쪽으로는 봉골라바 구, 동쪽으로는 바키낭카라트라 구와 아모로니마니아 구, 남쪽으로는 아치모안드레파나 구와 접한다. 5개 현을 관할한다.